# Кидо, Коити
Маркиз Коити Кидо (яп. 木戸 幸一 Кидо Ко:ити, 18 июля 1889 — 6 апреля 1977) — крупный японский государственный деятель. Министр просвещения (1937—1938), министр народного благосостояния (1938—1939), министр внутренних дел (1939—1940). Лорд — хранитель печати (1940—1945). В годы Второй мировой войны — один из самых влиятельных политиков Японии.

## Биография
Внук Кидо Такаёси, одного из виднейших деятелей Реставрации Мэйдзи. Окончил аристократическую Школу пэров — Гакусюин, друг детства князя Ф. Коноэ. Служил на руководящих постах в Министерстве торговли и промышленности, затем много лет был личным секретарем лорда-хранителя печати, бывшего министра иностранных дел Н. Макино.
Наряду с Коноэ, Кидо был лидером так называемых «молодых аристократов» 1920—1930-х годах, эволюционировавших от либерального западничества к признанию необходимости внутриполитических реформ авторитарного типа. После отставки Макино (1935) стал ближайшим помощником и доверенным лицом Коноэ, которого поддерживал и на которого оказывал большое личное влияние. Министр просвещения, затем министр народного благосостояния в первом кабинете Коноэ (1937—1938), а потом министр внутренних дел в кабинете К. Хиранума (1939).
Благодаря происхождению, острому и прагматичному уму, авторитету в бюрократических кругах и знанию закулисной стороны японской политики Кидо завоевал исключительное доверие императора и был одним из немногих, кто реально влиял на него. 1 июня 1940 года назначен лордом-хранителем печати, оставался на этом посту до конца войны, став главным политическим советником двора и связующим звеном между ним и верхушкой государственного аппарата. Главной обязанностью Кидо было руководство совещаниями «старших советников» и императорскими конференциями по важнейшим военным и политическим вопросам; он представлял императору кандидатуры новых премьер-министров и влиял на его выбор.
Испытывая антипатию к X. Тодзё, в 1941 году рекомендовал его в премьер-министры, чтобы удовлетворить пожелания армии, но в 1944 году сыграл решающую роль при его отстранении, а также при следующих сменах правительства и принятии решения о капитуляции.
В сентябре 1945 года его и Коноэ называли в числе возможных кандидатов в премьер-министры, поскольку оба считались лидерами «умеренных». Осенью 1945 года арестован как военный преступник категории А. На Токийском процессе в 1948 году был приговорён к пожизненному заключению, но, даже находясь в тюрьме, продолжал давать императору советы через третьих лиц, в частности рекомендовал ему отречься от престола по окончании Сан-Францисской мирной конференции.
Досрочно освобожден в 1955 году. Остаток жизни уединенно прожил в курортном городке Оисо под Токио. Его дневники, опубликованные в 1966 году, отличаются объективностью и содержат ценный фактический материал, хотя и не раскрывают многих секретов принятия решений, к которым был причастен их автор.